# マルミズムシ
マルミズムシは、カメムシ目カメムシ亜目マルミズムシ科（Pleidae）に属する昆虫の総称である。また、その一種である Paraplea japonica の和名でもある。小型の水生カメムシ類の一群である。

## 特徴
体長はせいぜい2mmのごく小型の昆虫であるため、住んでいても気が付くことは少ないが、浅いため池など、安定した富栄養な止水には比較的普通に見られる。
体型は砲弾を二つに縦割りしたような、というか、頭は幅が広く、そのまま胸部腹部とつながり、後方にすぼむ。体は幅より高さが大きいくらい、厚みがある。
水草の多い浅い池などに生息する。普段は水草の茎などに止まっていることが多い。泳ぐ時には後ろ二対の足を使い、真っすぐに泳ぐ。泳ぐ姿勢は腹面を上にした背泳ぎの形である。長く泳ぎ回ることは少なく、すぐに水草に止まって動かなくなる。

## 分類
日本にはマルミズムシと、さらに小型のヒメマルミズムシの2種が知られている。
マルミズムシ科 Pleidae
- マルミズムシ属 Paraplea
  - マルミズムシ Paraplea japonica Horvath
  - ヒメマルミズムシ Paraplea indistinguenda Matsumura